# Florentine Bechtel
O Reverendo Florentine Stanislaus Bechtel, S.J., ( Haguenau, Alsácia, 4 de fevereiro de 1857 -) foi um erudito bíblico americano nascido na França.

Bechtel foi educado no College of Providence em Amiens. Ele entrou para os jesuítas em 1874 em sua França natal e foi enviado para servir em missões jesuítas no meio - oeste dos Estados Unidos e estudou teologia no antigo seminário jesuíta St. Stanislaus em Florissant, Missouri. Ele ensinou Hebraico e Sagrada Escritura na St. Louis University, St. Louis, Missouri, e foi um colaborador dos artigos da Enciclopédia Católica, incluindo: Coluna de Nuvem; Pragas do Egito, Macabeus, etc. 